# كلير ألين
كلير ألين (بالإنجليزية: Claire Allen)‏ هو مهندس معماري أمريكي، ولد في 29 يوليو 1853 في بونتياك في الولايات المتحدة، وتوفي في 22 ديسمبر 1942 في جاكسون في الولايات المتحدة.